# Бойченко Іван Васильович (художник)

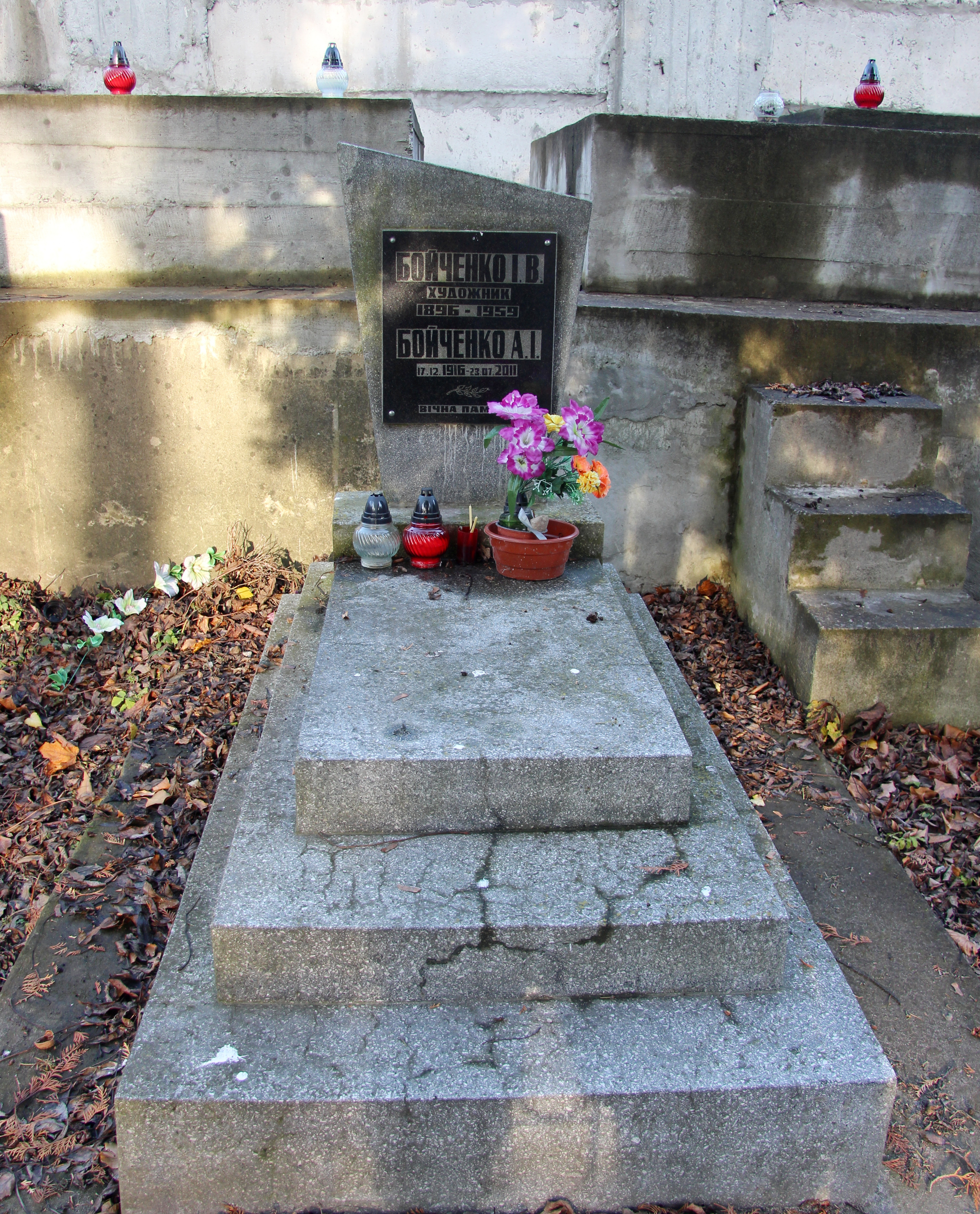

Іван Васильович Бойченко (* 29 червня 1896, с. Кобилки, нині Глушковський район, Курської області, Російської Федерації — † 8 лютого 1959, м. Львів) — український художник графік і живописець, перший голова президії Спілки художників України (1938—1941).

## Біографія
1928 — закінчив Харківський художній інститут (майстерні С. Прохорова і М. Шаронова).
1930–1941 (з перервами) — працював викладачем Харківського художнього інституту.
1938–1940 — перший голова президії правління Спілки художників України.
Від 1944 жив і працював у Львові, викладав у Львівському політехнічному інституті.
Учасник художніх виставок від 1927 року.
Похований на Личаківському цвинтарі у Львові (поле 1).

## Творчість
Автор політичних плакатів 1920–1940-х років.
Автор портретів: К. Цеткін (1925, 1938), О. Пушкіна (1936—1937, 1944), Ф. Енгельса (1936), К. Маркса, М.Горького, Р. Роллана (усі — 1938), М. Самокиша (1941), Героїв Радянського Союзу М.Черникова та Я.Бондаренка (обидва — 1942), Богдана Хмельницького (1946), І. Франка (1956) та ін.
Твори зберігаються в музеях міст Харкова, Києва, Алмати та Москви.